# أولاد احمد وعلي (لحضارة بوعلاتيين)
أولاد احمد وعلي هو دُوَّار يقع بجماعة أركمان، إقليم الناظور، جهة الشرق في المملكة المغربية. ينتمي الدوّار لمشيخة لحضارة بوعلاتيين التي تضم 10 دواوير. يقدر عدد سكانه بـ 533 نسمة حسب الإحصاء الرسمي للسكان والسكنى لسنة 2004.

## روابط خارجية
- البوابة الوطنية للجماعات الترابية
- المندوبية السامية للتخطيط